# Derek Haas
Derek Haas (Dallas, 30 giugno 1970) è uno sceneggiatore, produttore cinematografico, produttore televisivo e scrittore statunitense. Lavora in coppia con Michael Brandt, compagno di banco presso la Baylor University, ove entrambi si sono laureati. 
Al contrario di Brandt, Derek ha debuttato nel cinema agli inizi degli anni 2000 scrivendo insieme a lui Invincible, un film per la televisione di scarso successo. 
Si replica alcuni anni dopo lavorando al sequel del lucroso Fast and Furious, 2 Fast 2 Furious, anch'esso però non riscuote il successo sperato. 
La fama arriva nel 2007, quando sempre accoppiato con Brandt lavora a Quel treno per Yuma, film che gli apre la strada per le grandi produzioni. L'anno successivo viene infatti contattato per scrivere Wanted, un film d'azione con Angelina Jolie che replica il successo di 3:10 to Yuma.

## Filmografia
- Invincible (2001)
- 2 Fast 2 Furious (2003)
- Tre ragazzi e un bottino (Catch That Kid) (2004)
- Quel treno per Yuma (3:10 to Yuma) (2007)
- Wanted - Scegli il tuo destino (Wanted) (2008)
- The Double (2011)
- Overdrive (2017)